# マーサ・ワシントン・ジェファーソン

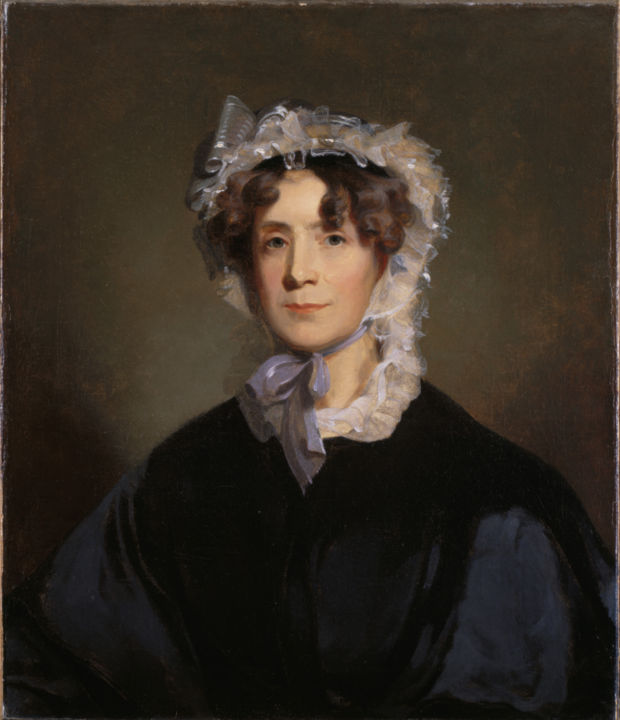
マーサ・ジェファーソン

マーサ・ワシントン・ジェファーソン（Martha Washington Jefferson, 1772年9月27日 - 1836年10月10日）は、第3代アメリカ合衆国大統領トーマス・ジェファーソンの長女。ジェファーソンが大統領であった1801年から1809年まで実質的なアメリカ合衆国のファーストレディを務めた。

## 生い立ち
1772年、マーサはバージニア州シャーロッツビル近郊のモンティチェロにおいて、トーマス・ジェファーソンとマーサ・ウェイルズ・スケルトン・ジェファーソンとの間に生まれた。マーサはペンシルベニア州フィラデルフィアおよびフランスのパリで教育を受けた。

## ファーストレディ
1801年に父親のトーマス・ジェファーソンが大統領に就任すると、マーサはすでに死別していた母親に代わり、ファーストレディとしての役割を担った。マーサは大統領公邸において社交行事のホステス役、および家政の管理者としての役目を果たした。

## 結婚
1790年、マーサはバージニア州の政治家トマス・マン・ランドルフと結婚した。2人の間には12人の子供が生まれた。
- アン・キャリー・ランドルフ （Anne Cary Randolph, 1791年 - 1826年）
- トマス・ジェファーソン・ランドルフ （Thomas Jefferson Randolph, 1792年 - 1875年） - バージニア州下院議員
- エレン・ウェイルズ・ランドルフ （Ellen Wayles Randolph, 1794年 - 1795年）
- エレン・ウェイルズ・ランドルフ （Ellen Wayles Randolph, 1796年 - 1876年）
- コーニリア・ジェファーソン・ランドルフ （Cornelia Jefferson Randolph, 1799年 - 1871年）
- ヴァージニア・ジェファーソン・ランドルフ （Virginia Jefferson Randolph, 1801年 - 1882年）
- メアリー・ジェファーソン・ランドルフ （Mary Jefferson Randolph, 1803年 - 1876年）
- ジェイムズ・マディソン・ランドルフ （James Madison Randolph, 1806年 - 1834年）
- ベンジャミン･フランクリン･ランドルフ （Benjamin Franklin Randolph, 1808年 - 1871年）
- メリウェザー・ルイス・ランドルフ （Meriwether Lewis Randolph, 1810年 - 1837年）
- セプティミア・アン・ランドルフ （Septimia Anne Randolph, 1814年 - 1887年）
- ジョージ・ワイス・ランドルフ （George Wythe Randolph, 1816年 - 1867年） - 第3代アメリカ連合国陸軍長官

## 晩年
1836年にバージニア州アルベマール郡のエッジヒルで死去した。